# Крячок бурокрилий
Крячок бурокрилий (Onychoprion anaethetus) — вид морських сивкоподібних птахів підродини крячкових (Sterninae) родини мартинових (Laridae). Поширений на тропічних островах по всьому світі.

## Поширення
Досить поширений тропічний птах. Розмножується на островах та морському узбережжі в Індійському океані (включаючи Червоне море та Перську затоку), Тихого океану (Південно-Східна Азія та Австралазія на заході, узбережжя Мексики та Центральної Америки на сході), Атлантичного океану (Карибський регіон, Західна Африка).

### Підвиди
Виділяють чотири підвиди:
- O. a. melanopterus (Swainson, 1837): Карибські острови та Західна Африка.
- O. a. antarcticus (Lesson, 1831): Червоне море, Перська затока та західна частина Індійського океану.
- O. a. anaethetus (Scopoli, 1786): східна частина Індійського океану і Тихий океан.
- O. a. nelsoni (Ridgway, 1919): західне узбережжя Мексики та Центральної Америки.

## Опис
Крячок завдовжки 30-32 см, розмах крил - 77-81 см. У нього біла голова з чорною шапочкою, є чорна смуга від основи дзьоба через око, білий лоб і біла смуга над оком. Груди і черево сіруваті, спина, верхня сторона крил, круп і центр хвоста темно-бурі. Краї хвоста білі. Ноги і дзьоб чорні.